# Хистерично разстройство на личността
Хистеричното разстройство на личността е дефинирано от Американската психиатрична асоциация като личностностно разстройство характеризирано от модел на прекомерна емоционалност и търсене на внимание, включително прекомерна нужда от одобрение и неподходящо привличане, обикновено започващо в началото на зрялата възраст. Такива индивиди са живи, драматични, ентусиазирани и склонни към флиртуване. Те могат да бъдат неподходящо сексуално провокативни, изразявайки силни емоции с импресионистичен стил и лесно могат да бъдат повлияни от другите.